# Девичье (Псковская область)
Девичье — деревня в Новосокольническом районе Псковской области России. Входит в состав Вязовской волости.

## География
Расположена на северном побережье озера Девичье, в 71 км к северо-западу от города Новосокольники и в 5 км к северо-западу от волостного центра, деревни Вяз.

## Население
| 2001 | 2002 | 2010 |
| ---- | ---- | ---- |
| 35   | ↘33  | ↘18  |

Численность населения деревни по оценке на начало 2001 года составляла 35 человек.